# Liste der Kulturdenkmale in Kipsdorf
Die Liste der Kulturdenkmale in Kipsdorf enthält die Kulturdenkmale im Altenberger Ortsteil Kipsdorf. Die Anmerkungen sind zu beachten.
Diese Liste ist eine Teilliste der Liste der Kulturdenkmale in Altenberg.
Diese Liste ist eine Teilliste der Liste der Kulturdenkmale in Sachsen.

## Legende
- Bild: Bild des Kulturdenkmals, ggf. zusätzlich mit einem Link zu weiteren Fotos des Kulturdenkmals im Medienarchiv Wikimedia Commons. Wenn man auf das Kamerasymbol klickt, können Fotos zu Kulturdenkmalen aus dieser Liste hochgeladen werden:
- Bezeichnung: Denkmalgeschützte Objekte und ggf. Bauwerksname des Kulturdenkmals
- Lage: Straßenname und Hausnummer oder Flurstücknummer des Kulturdenkmals. Die Grundsortierung der Liste erfolgt nach dieser Adresse. Der Link (Karte) führt zu verschiedenen Kartendiensten mit der Position des Kulturdenkmals. Fehlt dieser Link, wurden die Koordinaten noch nicht eingetragen. Sind diese bekannt, können sie über ein Tool mit einer Kartenansicht einfach nachgetragen werden. In dieser Kartenansicht sind Kulturdenkmale ohne Koordinaten mit einem roten bzw. orangen Marker dargestellt und können durch Verschieben auf die richtige Position in der Karte mit Koordinaten versehen werden. Kulturdenkmale ohne Bild sind an einem blauen bzw. roten Marker erkennbar.
- Datierung: Baubeginn, Fertigstellung, Datum der Erstnennung oder grobe zeitliche Einordnung entsprechend des Eintrags in der sächsischen Denkmaldatenbank
- Beschreibung: Kurzcharakteristik des Kulturdenkmals entsprechend des Eintrags in der sächsischen Denkmaldatenbank, ggf. ergänzt durch die dort nur selten veröffentlichten Erfassungstexte oder zusätzliche Informationen
- ID: Vom Landesamt für Denkmalpflege Sachsen vergebene, das Kulturdenkmal eindeutig identifizierende Objekt-Nummer. Der Link führt zum PDF-Denkmaldokument des Landesamtes für Denkmalpflege Sachsen. Bei ehemaligen Kulturdenkmalen können die Objektnummern unbekannt sein und deshalb fehlen bzw. die Links von aus der Datenbank entfernten Objektnummern ins Leere führen. Ein ggf. vorhandenes Icon  führt zu den Angaben des Kulturdenkmals bei Wikidata.

## Kipsdorf, Kurort
| Bild                                    | Bezeichnung         | Lage                           | Datierung | Beschreibung | ID       |
| --------------------------------------- | ------------------- | ------------------------------ | --- | --- | -------- |
| Weitere Bilder                          | Weißeritztalbahn    | Altenberger Straße (Karte)     | 1934 (Eisenbahnanlage)                                                                                       | Sachgesamtheitsbestandteil der Sachgesamtheit Weißeritztalbahn, Teilabschnitt Altenberg, OT Kurort Kipsdorf mit folgenden Einzeldenkmalen: Bahnhof Kipsdorf mit Empfangshalle, Stellwerk, Fahrdienstleitergebäude und Wasserkran, drei Eisenbahnerhäuser und Lokschuppen; Sachgesamtheit mit Gleiskörper (Sachgesamtheitsteile), Technik und allen Hochbauten sowie Brücken der Weißeritztalbahn in den Gemeinden Freital (OT Hainsberg), Rabenau (OT Rabenau, Lübau, Spechtritz, Oelsa), Dippoldiswalde (OT Malter, Dippoldiswalde, Ulberndorf), Schmiedeberg (OT Obercarsdorf, Schmiedeberg, Naundorf) und Altenberg (OT Oberbärenburg, Kurort Kipsdorf), bedeutendes Denkmal der sächsischen Verkehrsgeschichte, eine der ältesten Schmalspurbahnen Deutschlands, von geschichtlichem, wissenschaftlich-dokumentarischem, landschaftsgestaltendem sowie Seltenheitswert | 09301548 |
|                                         | Wohnhaus            | Altenberger Straße 12 (Karte)  | um 1850 (Wohnhaus)                                                                                           | Wohnhaus; Obergeschoss Fachwerk, baugeschichtliche Bedeutung | 09277886 |
|                                         | Post                | Altenberger Straße 21 (Karte)  | bez. 1934–1935 (Post)                                                                                        | Post (ohne Anbauten) mit Relief; im ursprünglichen Aussehen erhalten, ortshistorisch relevant | 09277885 |
| Weitere Bilder                          | Bahnhof Kipsdorf    | Altenberger Straße 22 (Karte)  | 1934 (Empfangsgebäude); vor 1900 (Eisenbahnerhäuser); 1920er Jahre (Lokschuppen); 1930er Jahre (Wandmalerei) | Einzeldenkmale der Sachgesamtheit Weißeritztalbahn, Teilabschnitt Altenberg, OT Kurort Kipsdorf: Bahnhof Kipsdorf mit Empfangsgebäude, Stellwerk, Fahrdienstleitergebäude und Wasserkran, drei Eisenbahnerhäuser und Lokschuppen; von geschichtlichem, wissenschaftlich-dokumentarischem, landschaftsgestaltendem sowie Seltenheitswert | 09301549 |
| Direkt Bild zu diesem Denkmal hochladen | Wohnhaus            | Altenberger Straße 38 (Karte)  | um 1900 (Wohnhaus)                                                                                           | Wohnhaus; im Heimatstil, hochgradig im ursprünglichen Aussehen erhalten, u. a. baugeschichtliche Bedeutung | 09277880 |
| Direkt Bild zu diesem Denkmal hochladen | Bäderhaus           | Altenberger Straße 42 (Karte)  | um 1905 (Kurhaus)                                                                                            | Ehemaliges Bäderhaus; symmetrischer Jugendstilbau mit expressiven Fensterformen, regional singulär, baugeschichtlich von Bedeutung | 09277878 |
| Direkt Bild zu diesem Denkmal hochladen | Wohnstallhaus       | Max-Reimann-Straße 10 (Karte)  | 1. H. 19. Jh. (Wohnstallhaus)                                                                                | Wohnstallhaus; Obergeschoss Fachwerk, Konstruktion erhalten, Relikt der alten Dorfbebauung, baugeschichtlich von Bedeutung, bildprägend | 09277894 |
| Direkt Bild zu diesem Denkmal hochladen | Wohnstallhaus       | Max-Reimann-Straße 12 (Karte)  | 19. Jh. (Wohnstallhaus)                                                                                      | Wohnstallhaus eines Dreiseithofes; Obergeschoss Fachwerk, baugeschichtliche Bedeutung | 09277895 |
| Direkt Bild zu diesem Denkmal hochladen | Wohnstallhaus       | Max-Reimann-Straße 13 (Karte)  | 18. Jh. (Wohnstallhaus)                                                                                      | Wohnstallhaus; Obergeschoss Fachwerk, baugeschichtliche Bedeutung | 09277893 |
| Direkt Bild zu diesem Denkmal hochladen | Wohnstallhaus       | Max-Reimann-Straße 17 (Karte)  | 18. Jh. (Wohnstallhaus)                                                                                      | Wohnstallhaus; Obergeschoss Fachwerk, trotz Veränderungen denkmalfähig, da Konstruktion weitgehend erhalten, ältere Generation regionaltypischer Holzbauweise, baugeschichtlich von Bedeutung | 09278396 |
| Direkt Bild zu diesem Denkmal hochladen | Wohnstallhaus       | Max-Reimann-Straße 19 (Karte)  | Kern 18. Jh. (Wohnstallhaus)                                                                                 | Wohnstallhaus eines Dreiseithofes; Obergeschoss Fachwerk, baugeschichtliche Bedeutung | 09277896 |
| Weitere Bilder                          | Dorfkirche Kipsdorf | Otto-Schmidt-Straße 3 (Karte)  | 1907–1908 (Kirche); 1923 (Kriegerdenkmal 1. Weltkrieg); nach 1945 (OdF-Denkmal)                              | Kirche, mit Stützmauer und Kriegerdenkmal für die Gefallenen des 1. Weltkrieg von 1923 gefertigt vom Dresdner Bildhauer Paul Polte und Zweiten Weltkrieges sowie OdF-Denkmal auf dem Kirchhof; kleiner Sakralbau in Hanglage, besondere baugeschichtliche Bedeutung, Reformstilbau des bekannten Dresdner Architekturbüros Lossow & Kühne | 09277877 |
| Direkt Bild zu diesem Denkmal hochladen | Villa               | Otto-Schmidt-Straße 4 (Karte)  | um 1900 (Villa)                                                                                              | Villa; mit zeitgenössischen und historistischen Architekturelementen, baugeschichtlich von Bedeutung | 09277883 |
| Direkt Bild zu diesem Denkmal hochladen | Wohnhaus            | Otto-Schmidt-Straße 5 (Karte)  | nach 1900 (Wohnhaus)                                                                                         | Wohnhaus; mit aufwändiger Zierverbretterung, baugeschichtlich von Bedeutung, in bildprägender Lage | 09277881 |
| Direkt Bild zu diesem Denkmal hochladen | Villa               | Straße der Befreiung 2 (Karte) | um 1910 (Villa)                                                                                              | Villa; im Reformstil der Zeit um 1910, u. a. baugeschichtliche Bedeutung | 09277882 |
| Direkt Bild zu diesem Denkmal hochladen | Villa               | Tellkoppenstraße 5 (Karte)     | nach 1900 (Villa)                                                                                            | Villa; baugeschichtliche Bedeutung | 09277884 |